# MMD (ген)
MMD (англ. Monocyte to macrophage differentiation associated) – білок, який кодується однойменним геном, розташованим у людей на довгому плечі 17-ї хромосоми. Довжина поліпептидного ланцюга білка становить 238 амінокислот, а молекулярна маса — 27 667.
| 10         |  | 20         |  | 30         |  | 40         |  | 50         |
| ---------- |  | ---------- |  | ---------- |  | ---------- |  | ---------- |
| MRFKNRFQRF |  | MNHRAPANGR |  | YKPTCYEHAA |  | NCYTHAFLIV |  | PAIVGSALLH |
| RLSDDCWEKI |  | TAWIYGMGLC |  | ALFIVSTVFH |  | IVSWKKSHLR |  | TVEHCFHMCD |
| RMVIYFFIAA |  | SYAPWLNLRE |  | LGPLASHMRW |  | FIWLMAAGGT |  | IYVFLYHEKY |
| KVVELFFYLT |  | MGFSPALVVT |  | SMNNTDGLQE |  | LACGGLIYCL |  | GVVFFKSDGI |
| IPFAHAIWHL |  | FVATAAAVHY |  | YAIWKYLYRS |  | PTDFMRHL   |  |            |

A: Аланін

C: Цистеїн

D: Аспарагінова кислота

E: Глутамінова кислота

F: Фенілаланін

G: Гліцин

H: Гістидин

I: Ізолейцин

K: Лізин

L: Лейцин

M: Метіонін

N: Аспарагін

P: Пролін

Q: Глутамін

R: Аргінін

S: Серин

T: Треонін

V: Валін

W: Триптофан

Кодований геном білок за функцією належить до рецепторів. 
Локалізований у мембрані, лізосомі, ендосомах.